# Porębek
Porębek (niem. Prömbock) – przysiółek wsi Filipówka w Polsce, położony w województwie warmińsko-mazurskim, w powiecie kętrzyńskim, w gminie Kętrzyn. Wchodzi w skład sołectwa Filipówka.
W latach 1975–1998 przysiółek administracyjnie należał do województwa olsztyńskiego.

## Historia wsi
Na terenie przysiółka znajduje się Zamkowa Góra. Jest to pozostałość dawnego grodu pruskiego. Według literatury niemieckiej gród ten funkcjonował od IX do XII w. Znaleziska archeologiczne z Porębka (m.in.: ceramika, bogato zdobiona misa z brązu) eksponowane były w "Prussia Museum", które mieściło się na zamku w Królewcu. Grodzisko w Porębku należy do najlepiej zachowanych grodzisk pruskich na Mazurach. Grodzisko usytuowane jest w zakolu rzeki Guber na naturalnym wzniesieniu. Teren zakola chroniony był suchą fosą i wałami ziemnymi (zachowane do czasów współczesnych), a od strony rzeki bardzo stroma skarpa. Na terenie grodziska zachowana jest część zamkowa – rezydencja kunigasa (księcia) i część podgrodzia. Funkcjonowanie grodu zakończył wielki pożar. Potwierdzają to "wykopki" robione przez jenoty – na wysypiskach ziemi u wylotów nor widoczna jest częściowo wypalona glina.
Dawny majątek rycerski w 1913 r. należał do dóbr Wopławki. Administrator majątku miał nazwisko Sokoll. Po 1945 majątek w Porębku wszedł w skład Rolniczej Spółdzielni Produkcyjnej w Filipówce, po jej likwidacji w skład Zakładu Rolnego Kotkowo, podległemu Przedsiębiorstwu Hodowli Zarodowej Wopławki. Obecnie grunty na terenie wsi stanowią własność prywatną.